# Фонд Мазоха
Фонд Мазоха (ФМ) (англ. Masoch Fund) (від імені Леопольд фон Захер-Мазох) — творче об'єднання, засноване 9 квітня 1991 року Романом Віктюком, Ігорем Подольчаком та Ігорем Дюричем у Львові. Творчість об'єднання відноситься до традиції європейського акціонізму і концептуалізму, є рушійною силою Нової хвилі, визначається «естетикою взаємодії» Ніколя Бурріо. Ім'я Мазоха у назві Фонду використовується не задля популяризації творчості австрійського письменника чи сексуальної перверсії (мазохізм), з якою асоціюється його ім'я, а визначає звернення до «маргінальних зон» культури та соціуму. Ім'я Мазоха також вказує на географічний та культурний ареал (Захер-Мазох народився та виріс у Львові), в якому був сформований Фонд.

## ФМ

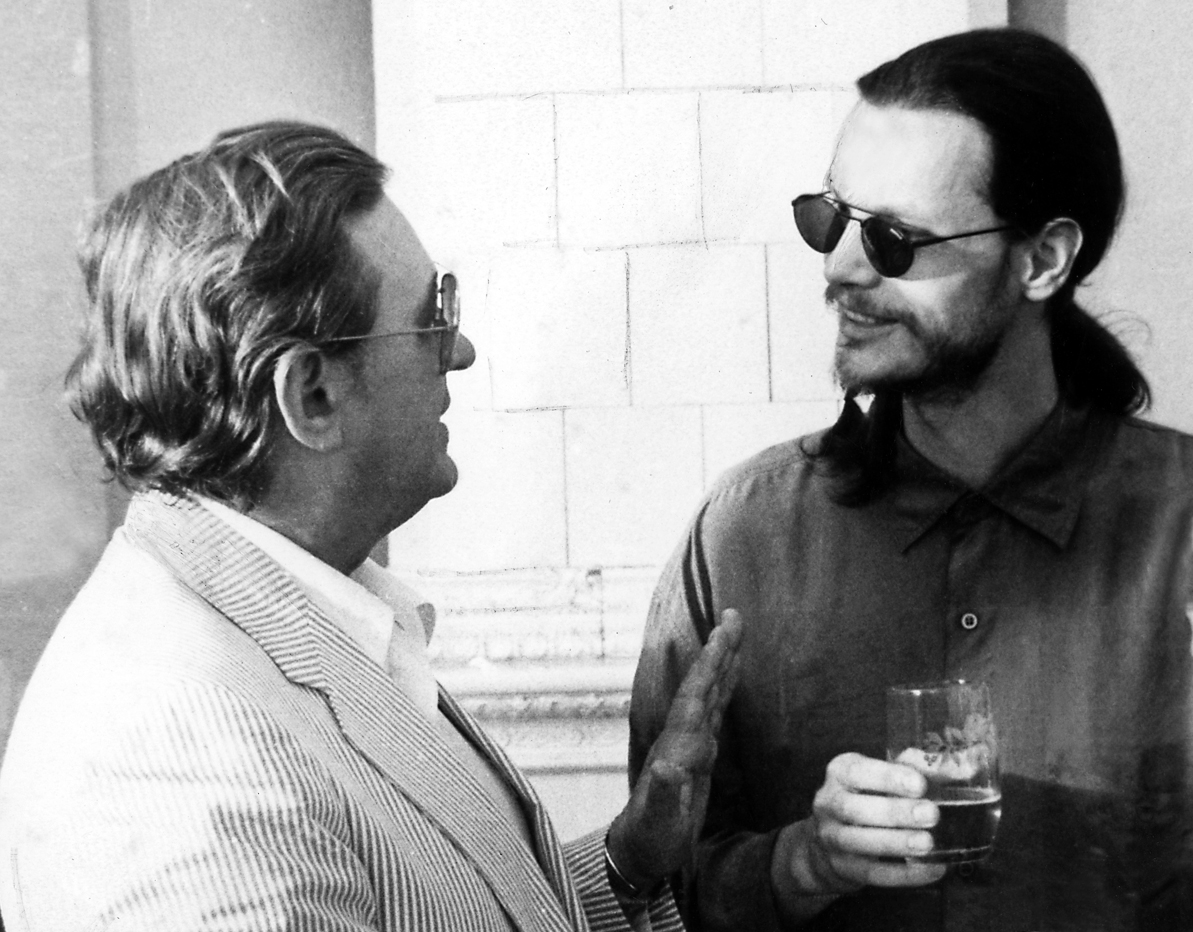
Роман Віктюк та Ігор Подольчак на презентації Фонду Мазоха. Львів, 1992

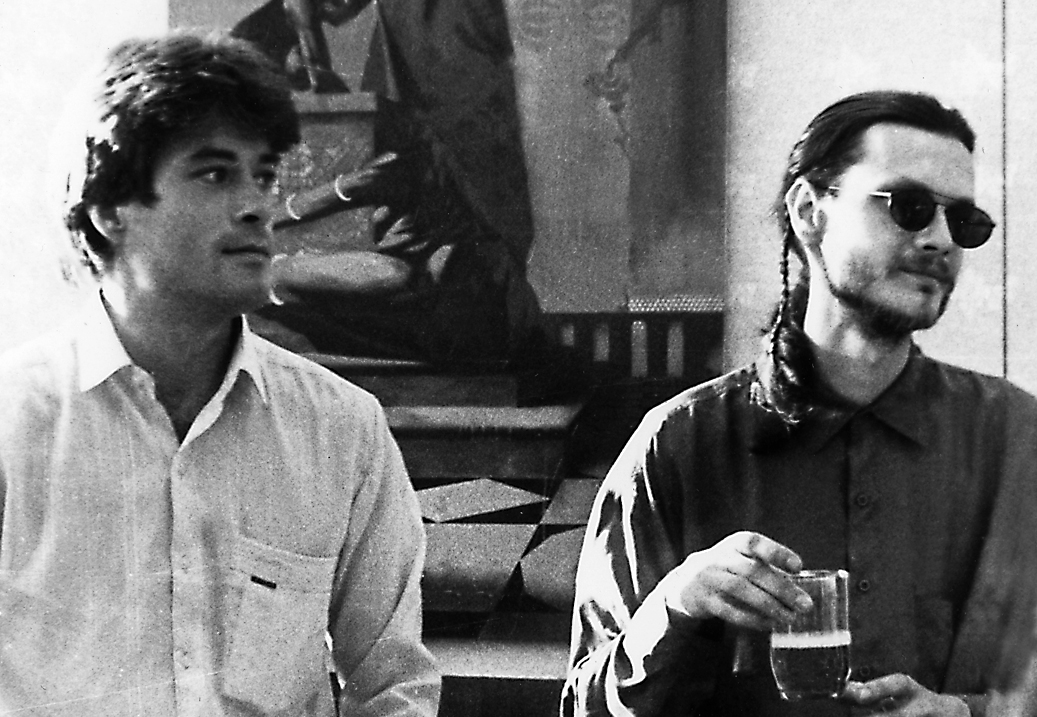
Ігор Дюрич та Ігор Подольчак на презентації Фонду Мазоха. Львів, 1992

ФМ ідентифікує себе, як художник — суб'єкт художнього процесу, який діє в просторі сучасного мистецтва — легітимної резервації майже абсолютної свободи, зокрема, як вважає ФМ, свободи від тиску моральних та культурних норм суспільства — за принципом «естетика contra етика».
Для ФМ ключовими є контекстуальні и реляційні аспекти художньої практики, яка перебуває у тісному контакті з соціальними, політичними та економічними проблемами суспільства. На відміну від інших художників-акціоністів, чия творчість часто апелювала до персонального досвіду (Марина Абрамович) чи до містеріальної герметичності («віденські акціоністи»), ФМ максимально активізує роль своєї аудиторії аж до участі зі своїми художніми стратегіями у політичних виборчих кампаніях. У цьому сенсі, ФМ є найближчим до творчості словенської артгрупи IRWIN, датської артгрупи Superflex та художньому тандему Світлани Хегер та Пламена Деянова. У проєктах ФМ часто закладається механізм саморозвитку по різноспрямованим векторам соціокультурної реальності, а непередбачувані обставини, що виникають у процесі цього саморозвитку, тією чи іншою мірою включаються в контекст художнього твору.
Феномен ФМ, з його мистецькими акціями, артефактами, ідеями, міфологією, виступами та заявами Подольчака та Дюрича, існує як дещо більше для сучасного українського суспільства ніж, просто художня творчість групи людей («Мавзолей для Президента»). ФМ постійно позиціонується, як надособистісний суб'єкт, який комунікує не стільки з глядачем, скільки через нього з народом/нацією або людством через маніпуляцію подіями, символами, історією («Останній єврейський погром», «З днем перемоги пане Мюллер»). При цьому власне ім'я ФМ використовує для виявлення додаткових змістів або трактувань («Співчуття корейському народові в зв'язку з смертю Кім Ір Сена», «Бєспрєдєл гуманізму»).
Інколи ФМ вдається до практики художньої експропріації, застосовує технологію «присвоєння чужих образів» Річарда Принса та раннього Ора-Іто до ідей української ідентичності — ФМ «присвоює» заходи інших суб'єктів, перетрактовує, переназиває/переноміновує їх («Бєспрєдєл с/мазохізму») або репрезентує себе за допомогою інших художніх творів, конституюючи нову патріотичну іконографію українського суспільства («Зустрічай Батька!»).
Подольчака та Дюрича називають майстрами ідеально продуманого епатажу. ФМ презентує і водночас критикує фетишистську ментальність сучасного суспільства, а також випробовує на міцність кордони інституційності сучасного мистецтва.
У 2006—2010 роках одним з підрозділів ФМ була кінокомпанія «MF Films» (з 2010 року не існує), яка брала участь у створенні художнього фільму «Las Meninas» (режисер Ігор Подольчак, креативний продюсер Ігор Дюрич, 2008 рік, Україна) та фільму «Delirium» (режисер Ігор Подольчак, продюсер Ігор Дюрич) 2012 року. Діяльність компанії кардинально відрізнялась від художніх концепцій ФМ, змінивши гостросоціальну спрямованість акціонізму на естетичну рафінованість кіномови. Принцип ФМ «естетика contra етика» у фільмах Подольчака зведений у вищу ступінь. У рейтингу «Підсумки українського кінопроцесу-2011», проведеному Бюро української кіножурналістики (БУК) та Національною спілкою кінематографістів України (НСКУ) фільм «Las Meninas» увійшов у двадцятку «Найкращі вітчизняні фільми 1992—2011 рр.». За версією Афіша@Mail.Ru фільм Delirium увійшов до рейтингу «Топ-10 українських фільмів 2012 року».

## Програмні проєкти

### Найкращі художники 20-го століття(2001)
(англ. The Best Artists of the 20th Century)

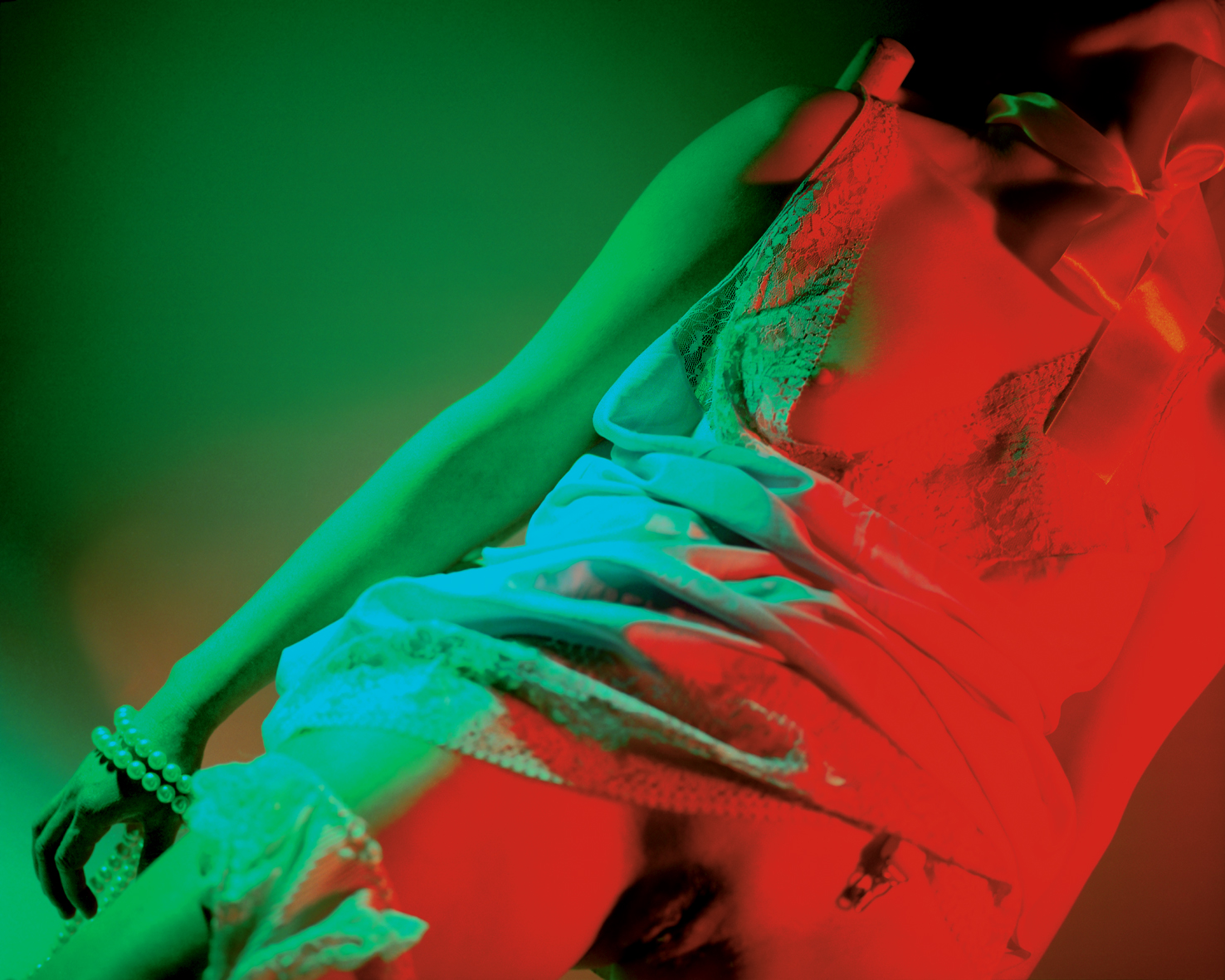
Ігор Подольчак. Де Сальво. Натюрморт.
«Найкращі художники 20-го століття». 2000, кол. фото, 70х100 см

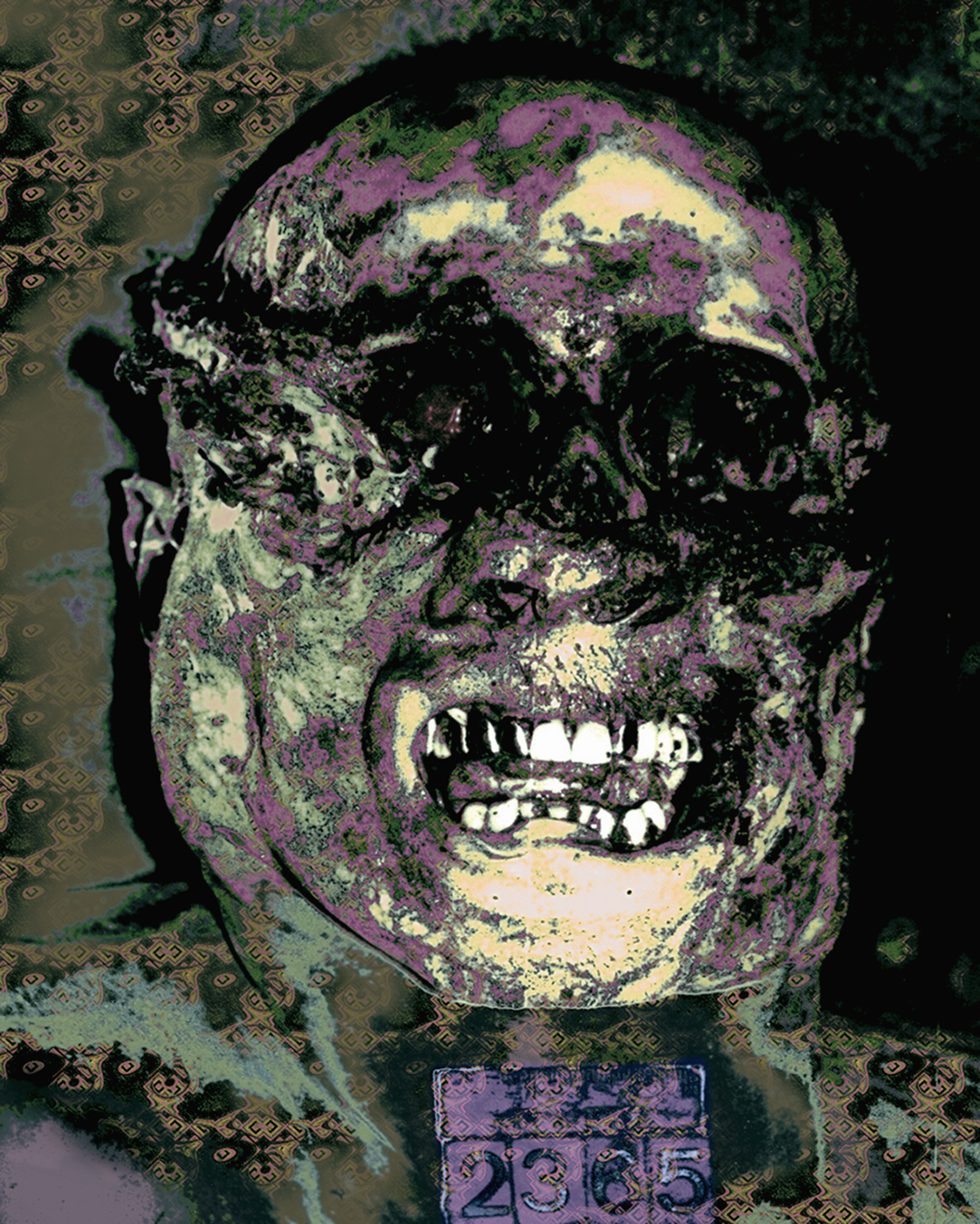
І. Подольчак. Дамер. FO-P D-105
«Найкращі художники 20-го століття». 2000, кол. фото, 70х100 см

Куратор: Єжі (Юрій) Онух. Експонати: фотографія, акварель, інсталяції, відеоарт.
Проєкт був відібраний для першої участі України у Венеціанському бієнале сучасного мистецтва
2001 року.
Серед найкращих художників авторами були представлені — політичні діячі (Адольф Гітлер (інсталяції та акції), Мао Цзедун (акції, відеоарт), Пол Пот, Микита Хрущов (лендарт та акції), Кім Ір Сен (автопортрети), Саддам Хусейн, Гаррі Трумен (акції та Аарт(термін ФМ))), науковці (Зигмунд Фрейд (відеоарт)), серійні вбивці-ман'яки (Альберт ДеСальво та Джеффрі Дамер (фотографії), лікар (Джек Кеворкян), терористка (Ульріке Майнхоф (акварелі)), військові злочинці (Карл та Ільзе Кох), педофіл (Марк Дютру), бандити (Бонні та Клайд (альбом весільних фото), Аль Капоне (рекетарт (термін ФМ)). Всі персонажі проєкту були представлені не тільки «своїми» (Подольчака) художніми творами, але й брендами свого імені з рекламою своєї продукції (Саддам Хусейн — парфуми, Фройд — кондитерські вироби, Кеворкян — одноразові шприци, Кох — шкіргалантерея, Майнхоф — страховий бізнес, Молотов — охолоджувальні напої тощо).
Після скандального
втручання Віце-прем'єра України Миколи Жулинського
проєкт був відхилений, куратор проєкту відсторонений, Україну на Венеціанському бієнале представляли інші художники. 2001 року цей проєкт показали у «The Lux Gallery» (Лондон). Виставка відкрилась 14 вересня та викликала протести, оскільки серед найкращих художників 20-го століття була терористка (Ульріке Майнхоф), а лондонська публіка була занадто чутлива до теми тероризму після 11 вересня 2001 року. Виставка протрималась один тиждень замість запланованих двох. 2002 року ФМ видав мультимедійний CD з проєктом «Найкращі художники 20-го століття».
Крім ФМ, у роботі над цим проєктом брала участь художниця Світлана Макаренко. В проєкті була використана музика Юрія Яремчука та Ігоря Лєбьодкіна.

### Зустрічай Батька!(2001)
Куратор; Єжі (Юрій) Онух. Місце проведення: Центрі Сучасного Мистецтва, виставка «Бренд Українське», Київ. Експонати: портрет Тараса Шевченка роботи батька українського авангарду Давида Бурлюка.
Деякі журналісти висловлювали сумніви щодо автентичності портрету, підозрюючи нову провокацію МФ. Насправді портрет був куплений чеським колекціонером з аукціону Сотбі 2000 року, де той і був атрибутований, як робота авторства Д. Бурлюка. ФМ лише орендував це полотно у власника на час виставки. За умовами контракту оренди полотно було застраховано та була найнята охоронна компанія для забезпечення безпеки перебування картини в Україні. Після виставки портрет Т. Шевченка повернувся до свого власника в Чехію.
Неочікуване пред'явлення портрету Шевченка (як духовного батька української нації) широкому загалові та агресивна реклама «повернення на Батьківщину національної святині» став своєрідним тестом на «ідеологічну зрілість» тогочасних українських політичних лідерів. Фонд Мазоха змусив українських політиків відреагувати на свою акцію, перехопивши у влади ініціативу створення нової національної іконографії. «Бренд Українське» став першою виставкою сучасного мистецтва, яку відвідав Президент України Леонід Кучма
що було сприйнято українською, а особливо російською пресою, як «просунутість» українського Президента.

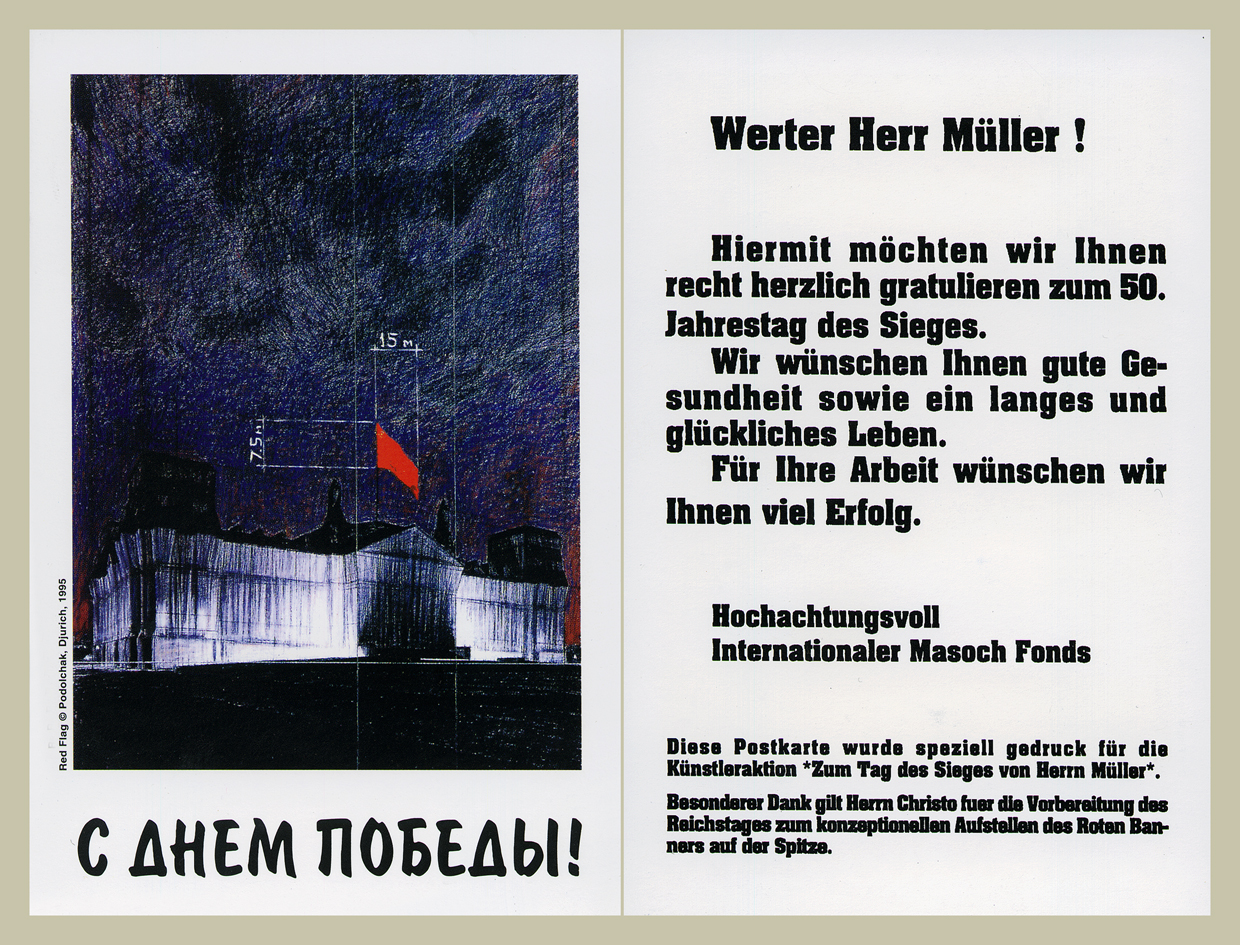
З Днем Перемоги пане Мюллер. Картка (1995)

### З Днем Перемоги, пане Мюллер(1995)
(нім. Zum Tag des Sieges von Herrn Muller)
8 травня 1995 року, Берлін. Поштова акція. Об'єкт: поштова картка. 5500 Мюллерів (власників найпоширенішого і найзнаковішого німецького прізвища), які проживали у Берліні, отримали до 8 травня (50-річчя перемоги у II Світовій війні) поздоровлення Фонду Мазоха «З Днем Перемоги».
Основні ідеологічно-концептуальні посили проєкту: 1945 рік — Німеччина розділена, знищена у військовому та економічному сенсі держава, СРСР — єдина європейська потужна військова наддержава. 1995 рік — Німеччина єдина, економічно майже наддержава, СРСР — перестав існувати. Власне ці реалії спонукали ФМ поставити питання про переможців та переможених у II Світовій війні, спровокувати переосмислення місця та значення нових держав у сучасній Європі. Рейхстаг з червоним прапором 1945 року та Рейхстаг запакований Крісто, як продукт з супермаркету, 1995 року є символами початку та кінця 50-ти літньої післявоєнної історії. Ці два символи зведені ФМ в один образ на вітальній поштовій картці. Також треба відзначити, що в СРСР після виходу на екрани серіалу «Сімнадцять миттєвостей весни», німець на прізвище Мюллер став асоціюватись з образом ворога та нациста. Таким чином, поздоровлення з ювілеєм Перемоги колишніх ворогів стало своєрідною деконструкцією дискурсу «переможці-переможені» і одночасно критикою глобалістської акції Крісто.

### Останній єврейський погром(1995)
(рос. Последний еврейский погром, англ. The Last Jewish Pogrom)

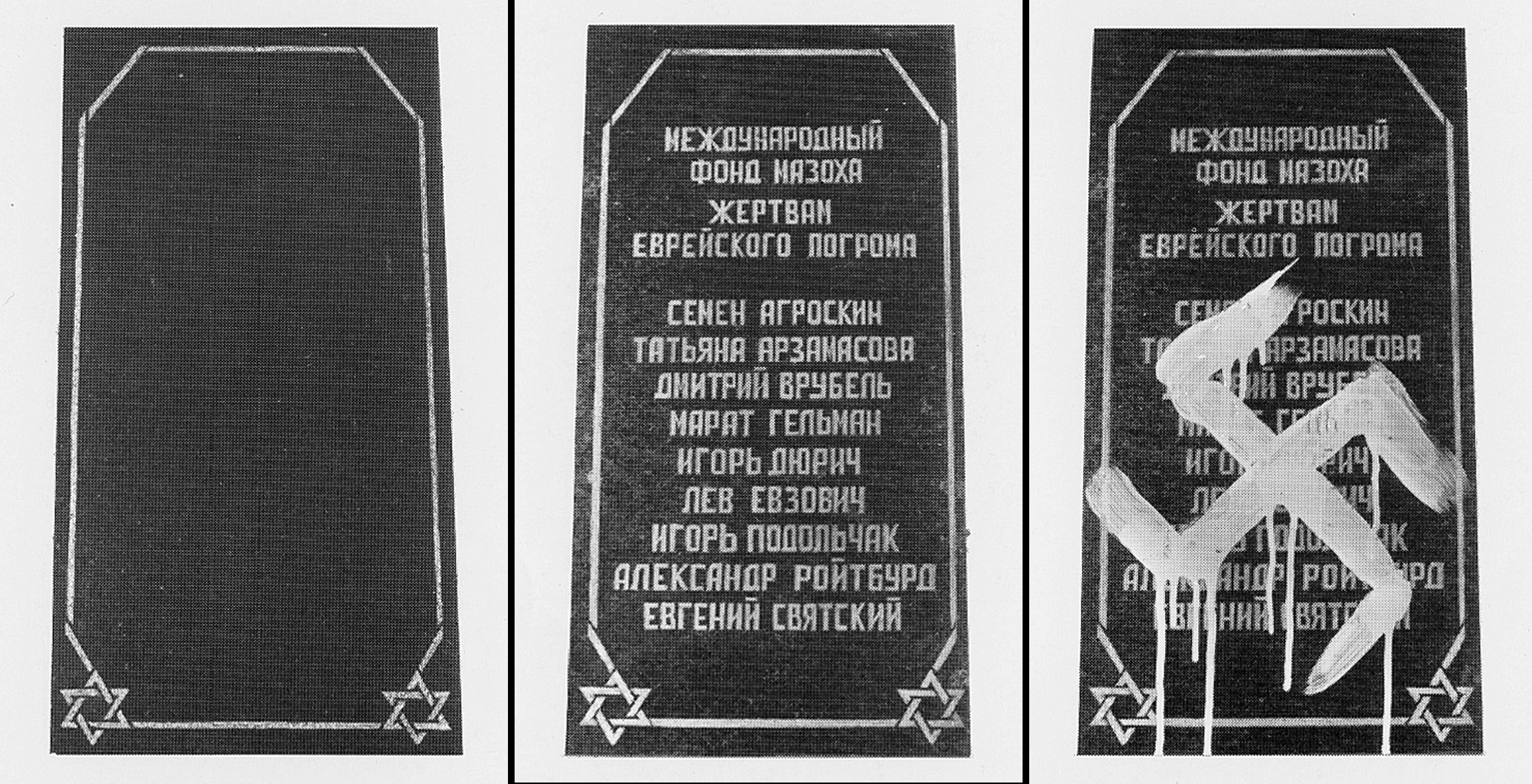
Останній єврейський погром, Об'єкт (1994)

Місце проведення: Галерея Гельмана, Москва. Об'єкти — три гранітні могильні плити. На плитах вибиті прізвища учасників (ФМ у тому числі) виставки «Погані новини з Росії».
У зв'язку з тим, що власник галереї Марат Гельман переніс дату акції «Останній єврейський погром», самому «Погрому» передувала акція ФМ «Останній єврейський погром переноситься…» — центральна частина Москви була заклеєна плакатами з повідомлення про переніс «Погрому», що викликало неабияку реакцію публіки, правоохоронців та просто перехожих.
«Погром» презентувався не як художній проєкт, а як реальна, анонсована подія. Статус глядача був відмінений, тому кожний глядач автоматично ставав учасником і відповідно був зобов'язаний свідомо обрати роль «жертви» або «погромника». «Жертви» підписували зобов'язання виконувати правила поведінки на «території погрому» (не виходити з приміщення, не вживати алкоголю…) та нумерувались, «погромники» отримували на вході склянку горілки. Більшість учасників обрало роль «жертви», що призвело до дуже дискомфортного їхнього положення,
оскільки акція проходила протягом 4-х годин, а туалет знаходився поза межами «території погрому». В результаті акції погром таки не відбувся. ФМ влаштував аукціон, «погромники» стали «шиндлерами» (міф Оскара Шиндлера) та викупили «жертв». ФМ досягнув мети — цей «погром» і є останнім в історії єврейським погромом. В той же час акція дуже гостро поставила проблему відповідальності вибору та безпечності артистичного простору.
Ідеологічним підґрунтям акції «Останній єврейський погром» була теорія МФ де погром визначався, як основний структурний елемент всієї єврейської історії періоду бездержавності. Завдяки погромам євреї спромоглися виробити національний характер, який дозволив їм зайняти домінуючі позиції у світі та відтворити державу Ізраїль. Погром класифікувався, як елемент «позитивної селекції», на відміну від війни — «селекції негативної». Погром, на думку ФМ, можливий тільки тоді коли у народу немає власної держави, коли держава є — народ веде війни. Що власне яскраво продемонструвала держава Ізраїль. Відтворення держави Ізраїль, його війни, зробили погром історичним нонсенсом, ідеологічним фантомом, інструментом морального тиску. Власне це дозволило ФМ організувати «Останній єврейський погром» та закрити цю історичну тему методом вилучення погрому з актуальної історії та перенесенням його у простір мистецтва. Як заявив ФМ на погромі «була застосована прогресивна технологія суміщення стадій: очікування погрому, власне погром, увічнення пам'яті жертв погрому в єдиному часі та просторі».
Проєкт був представлений в Українському Домі в рамках виставки «Київська мистецька зустріч. Нове мистецтво Польщі, Росії, України» (1995). Перед відкриттям виставки Національна гвардія України зруйнувала експозицію ФМ, мотивуючи свої дії «боротьбою з антисемітизмом», а дирекція закрила виставку, заборонила присутність преси.

### Мавзолей для Президента(1994)

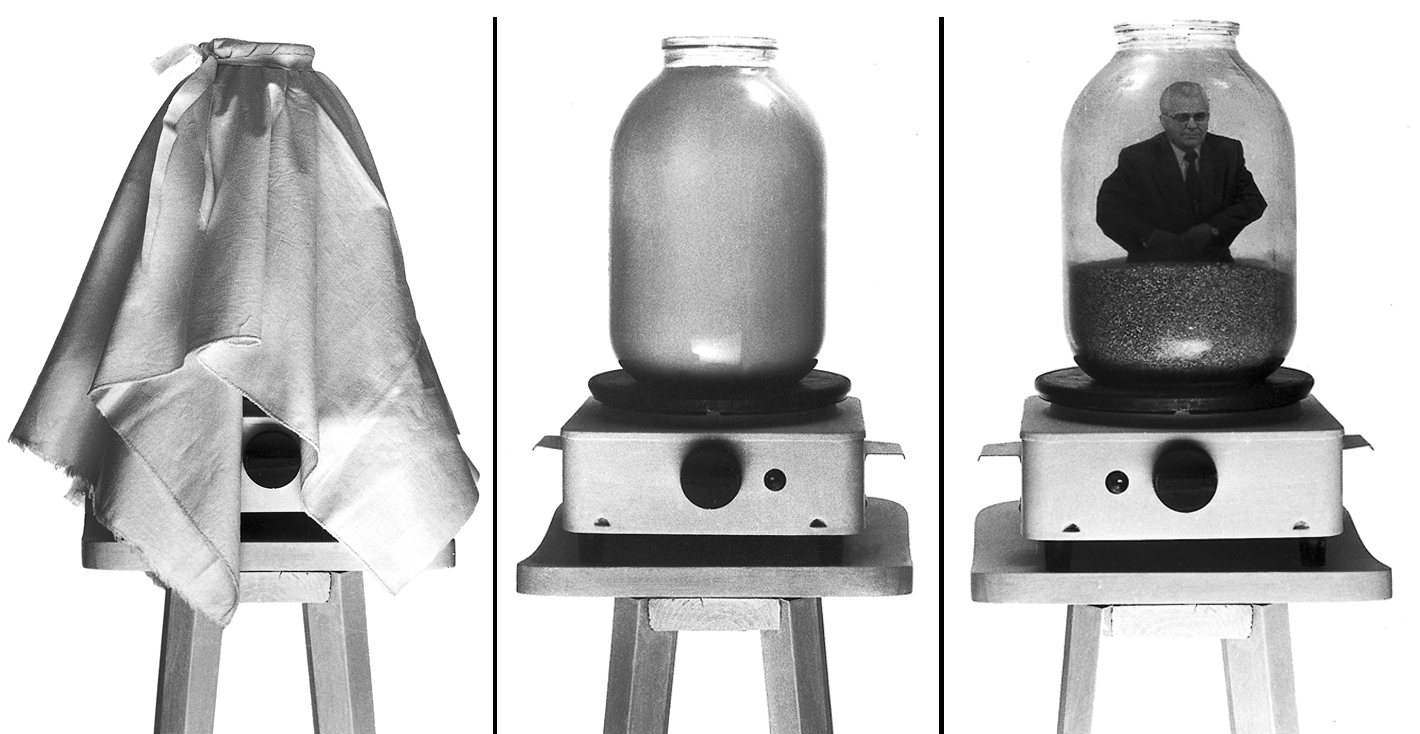
Мавзолей для Президента. Інсталяція (1994)

23 червня 1994 року. Місце проведення: Національний художній музей України. Об'єкт — трилітрова банка зі смальцем та шкварками, електроплитка, фото Президента України Леоніда Кравчука, занурене у смалець. При включенні електроплитки смалець у банці починає топитись, стає прозорим і відкриває глядачеві законсервований (муміфікований) образ Президента.
Програмний проєкт ФМ, який відбувся напередодні виборів президента України, підводить підсумок «романтичному» періоду новітньої історії України — отримання Незалежності. Проєктом ФМ проголошує звільнення українського народу від реального поневолювача — психологічної залежності, яка, наразі, не дала отримати реальну незалежність. ФМ конституював себе, як «богоподібного героя», який реалізує «епічний подвиг». Пафос, проголошеної під час відкриття Мавзолею промови Подольчака на сходах музею, відповідав обстановці — за наказом Адміністрації Президента музей був закритий, директор намагався перешкодити проведенню акції.
«Мавзолей для Президента» є дослідом гіперконтекстуального мистецтва та своєрідною діалогічною антитезою проєкту «Мистецтво в космосі». Розпочате у проєкті «Мистецтво в космосі», артистичне дослідження, піднятої проблематики, приводить до створення об'єкта гіперконтекстуального — максимум смислів та символів і мінімум (практична відсутність) художності.
Цей принцип, з однієї сторони, вводить жорсткі обмеження на використання образності, метафоричності, тобто художньої візуалізації, а з іншої, диктує тотальне розширення поняття культурного контексту на весь смисловий простір активної життєдіяльності українського суспільства
.
Від актуальності президентських виборів до питань історії генезису держави та її перспектив (у всій гамі відношення: гіпертрофований патріотизм — саркастичне неприйняття), і далі — історичної особи, державної міфології, культур та цивілізації. Так широко взятий контекст потребує практичного згущення смислів у єдину тему. Тема мавзолею є провокацією, що руйнує табу сучасного здорового глузду і відкриває можливості для будь-яких історичних паралелей та політичних спекуляцій. Сама ж концепція привносить у задану тему ряд парадоксальних звучань, пропонує глядачеві гру в пошук національного рецепту муміфікації (смалець, сало як українські тотемні аксесуари), в створення сучасного мистецтва (жир, як художній матеріал у Йозефа Бойса), наштовхує на трагічні роздуми про марність життя (тіло консервоване як ковбаса).

### Мистецтво в космосі(1993)
(рос. Искусство в космосе, англ. Art in Space)

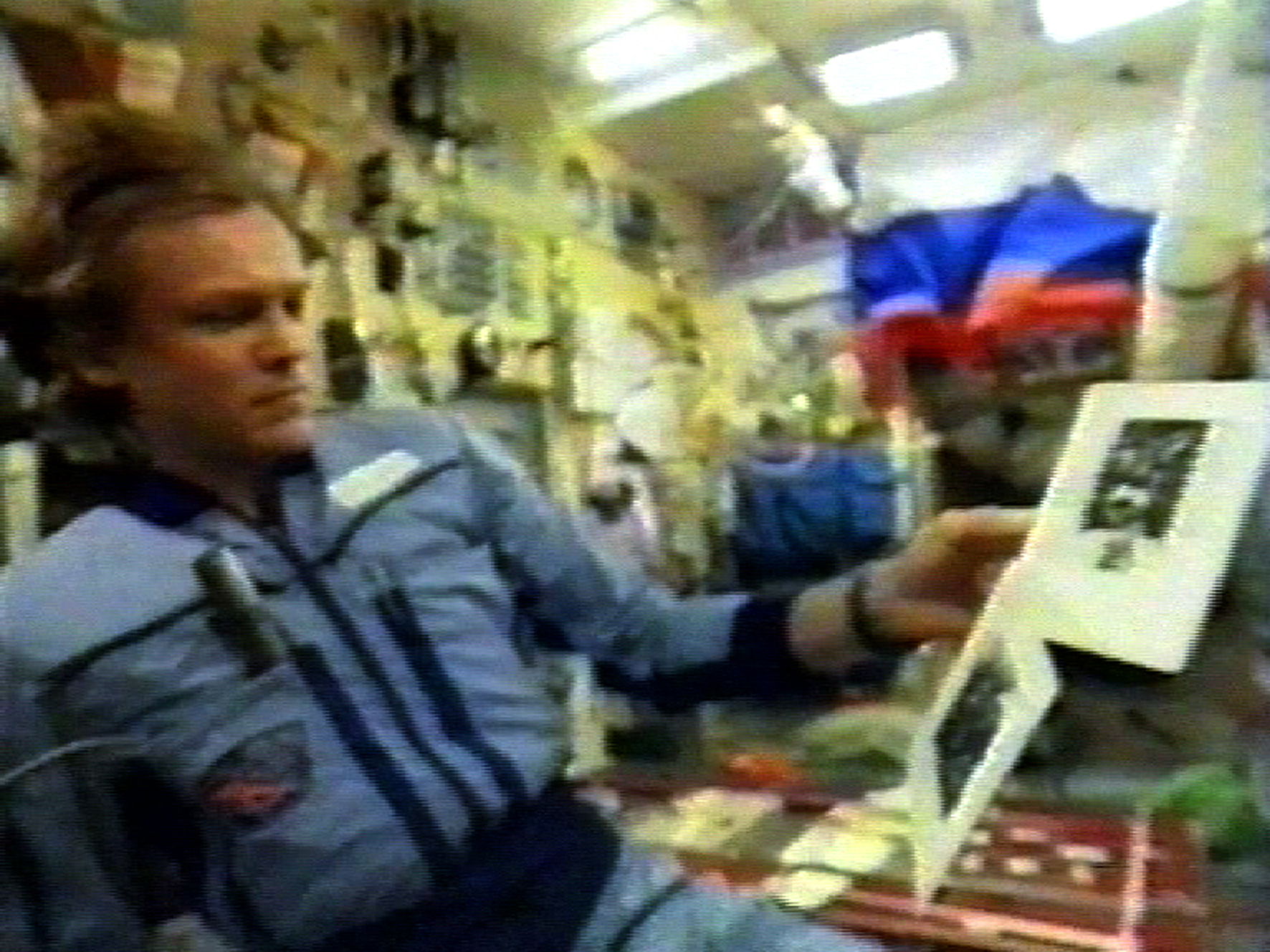
Мистецтво в космосі. Космічна станція «Мир» (1993)

Місце проведення: російська орбітальна станція «Мир». Експонати: 2 офорти роботи Ігоря Подольчака.
Проєкт передбачав два етапи. Перший — персональна виставка Ігоря Подольчака — перша в історії художня виставка в космосі відбулася на борту російської космічної станції «Мир» 25 січня 1993 року. Етап реалізований за участю російських космонавтів Сєргєя Авдєєва та Анатолія Соловйова. Реєстрація проєкту відбувалась на відео(5 хв.). Об'єкти що виставлялись: «Без назви», 1990, інтаґліо 10,2х7,5 см; «Погляд кріз», 1991, інтаґліо, 10х9 см. Для експонування були заплановані три роботи. Третій естамп був вилучений лікарем Центру управління польотами через занадто відвертий еротичний зміст твору (на той час космонавти знаходились на орбіті понад чотири місяці).
Другий етап — відправлення на космічну станцію артистичної книги Якоб Беме,
з подальшим її виведенням на орбіту у відкритий космос. На думку авторів книжка на орбіті стала б першим «штучним» (штука — мистецтво, ARTificial) супутником Землі. Технічні проблеми, що виникли на станції «Мир» у другій половині 90-х років, не дали можливість реалізувати цю частину проєкту.
«Мистецтво в космосі» ставить проблему існування твору мистецтва поза культурним контекстом і, певною мірою, закликає до реставрації оціночних критеріїв, зокрема самодостатності твору мистецтва. Проєкт піддавав сумніву понятійне середовище мистецтва. Він одночасно реалізується у двох антагоністичних просторах — людському (небеса герметична шкарлупа — корабель) та надлюдському (космос). На відміну від центрального питання сучасного мистецтва — що є твором мистецтва, проєкт вперше ставить питання про культурний контекст існування твору мистецтва в такому оголеному та глобальному вигляді. У проєкті «Мистецтво в космосі» твір мистецтва «виноситься» у так званий «пустий простір», йому надається можливість організовувати цей простір згідно з власним внутрішнім алгоритмом поза впливами контекстуальної какофонії культурного середовища. На думку авторів, які використали у цій програмі твори мистецтва, що відповідають традиційному розумінню: сюжетність, фігуративність, modern art — це гра з фігурою автозамовчування, яка реалізується тільки за рахунок діалогу з контекстом. Цей проєкт вперше представляв Україну (куратор Марта Кузьма) на Бієнале мистецтва у Сан-Паулу, Бразилія.

## Інші проєкти

### Фонд Мазоха— народу України(2005)
В рамках проєкту ФМ розробив декілька концептуальних проєктів можливого розвитку України, серед яких: «Україна мальовнича», «Україна мазохістична», «Україна маргінальна», «Україна американська», «Україна мультимонархічна», «Україна комерційна».
|  | «Україна маргінальна» - проєкт створення унікальної національної еволюційної моделі самоорганізації українського суспільства. Закриття кордонів, скасування дипломатичних відносин зі всіма країнами, та поновлення ядерного статусу держави. Рекомендації: 1. Скасування МЗС, президентської адміністрації, кабінету міністрів, Верховної Ради; 2. Уся влада сільрадам; 3. Міста поділяються на села. |

Проєкт передбачав можливість проведення референдуму, чи будь-якого іншого формального опитування громадян України, щодо вибору принципового напрямку розвитку країни через обрання, одного з запропонованих проєктів Фонду Мазоха.

### Відкритий лист до громадського діяча, Народного депутата України, пана Віктора Пінчука з приводу виставки «Прощавай зброє»(2004)
15 вересня 2004 року Ігор Подольчак та Ігор Дюрич звернулися з відкритим листом до українського магната Віктора Пінчука, в якому висловили протест проти проведення виставки сучасного мистецтва «Прощавай, зброє».
|  | Слід розуміти, що сучасне мистецтво – територія свободи експерименту, епатажу, порушення табу і для мільйонів віруючих показ деяких творів у безпосередній близькості до Лаври стане прямою образою... Інша небезпека – факт участі Гельмана у Вашому проєкті Музею сучасного мистецтва. Кожен, хто цікавиться сучасним мистецтвом, знає, що саме він в Росії намагається бути інтелектуальним лідером політичного антиклерикалізму... Маємо всі підстави вважати що створюються умови для експорту російських конфліктів. Бо, як пишуть українські ЗМІ, пан Гельман займається в Україні не тільки наданням консультацій колекціонерам сучасного мистецтва. Інсценування погрому галереї Гельмана в Києві виглядає як репетиція масштабної провокації, місцем якої може стати виставка «Прощавай, зброє». |

Цей лист набув неабиякого розголосу у артистичному та масмедійному середовищі України. Особливої гостроти ситуації додали події, що відбувались в Україні напередодні виборів Президента України 2004 року. Організатори виставки змушені були вдатись до безпрецедентних на той час заходів безпеки — встановлення на вході рамки металошукача та обшуків публіки. Цей проєкт став найпоказовішим прикладом арттроллінгу ФМ, який виявив недовіру художніх інституцій до свого глядача.

### Без майбутнього нєт будущєго
Київ, Галерея Гельмана. Інсталяція з використання світлодіодів.

### Останні гастролі в Україні(2000)
Київ. Плакатна акція. У день виступу Біла Клінтона на Софійській площі у Києві, ФМ розклеїв плакати «Останні гастролі в Україні» з зображенням американського президента, який грає на саксофоні, тим самим редукуючи офіційний тур глави іноземної держави до банального концертного туру посереднього музиканта.

### Underground(2000)

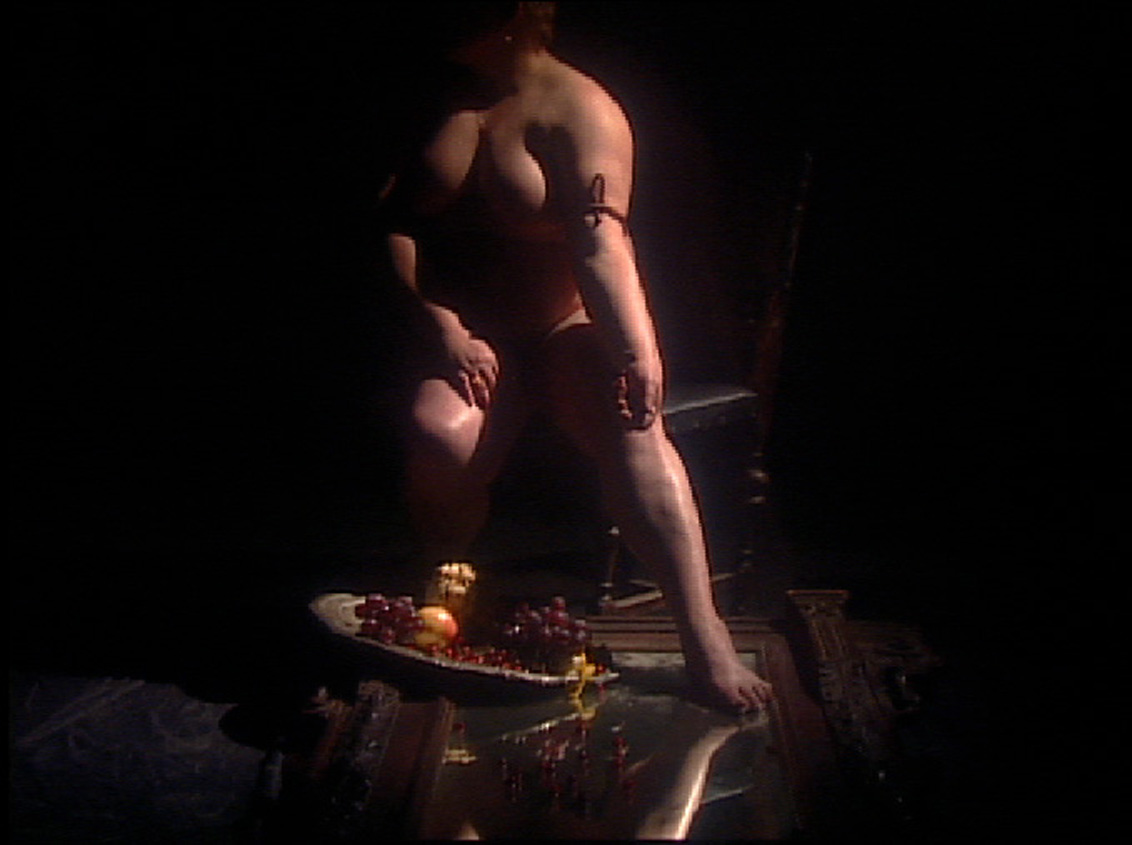
Кадр з фільму Underground (2000)

8 червня 2000 року, підземне водосховище (під Музеєм води), Київ. Постановку акції з ліліпутами здійснив Роман Віктюк. Для постановки були зібрані практично всі актори-ліліпути, які мешкали у Києві. Матеріал для відеопроєкцій знятий Сергієм Михальчуком. Певні критики надзвичайно різко відреагувала на акцію, закидаючи авторам конформізм, інші ж навпаки відзначали нонкомформізм ФМ. У цій акції вперше були заявлені художні прийоми, які в майбутньому знайшли своє візуальне втілення у фільмах Ігоря Подольчака та кінокомпанії «MF Films».

#### Corpus Delicti[43](1999)
Виставочно-видавничий проєкт. Проєкт досліджував так званий феномен пост-еротичного мистецтва (термін ФМ). У проєкті взяли участь художники з України (Олександр Гнилицький, Михайло Москаль, Ігор Подольчак), Австрії (Гельмут Волеш), Франції (Жиль Берке, Елізабет Прово, Філіп Фішо, Ізабель Розенбаум) США (Дін Кар), Великої Британії (Хуск Рендол-Годар). Співпродюсерами проєкту виступили Тимофій Сєргєйцев та Дмитро Куліков.

### Бєзпрєдєл с/мазохізму(1998)
1998 рік, Палац «Україна», Київ.

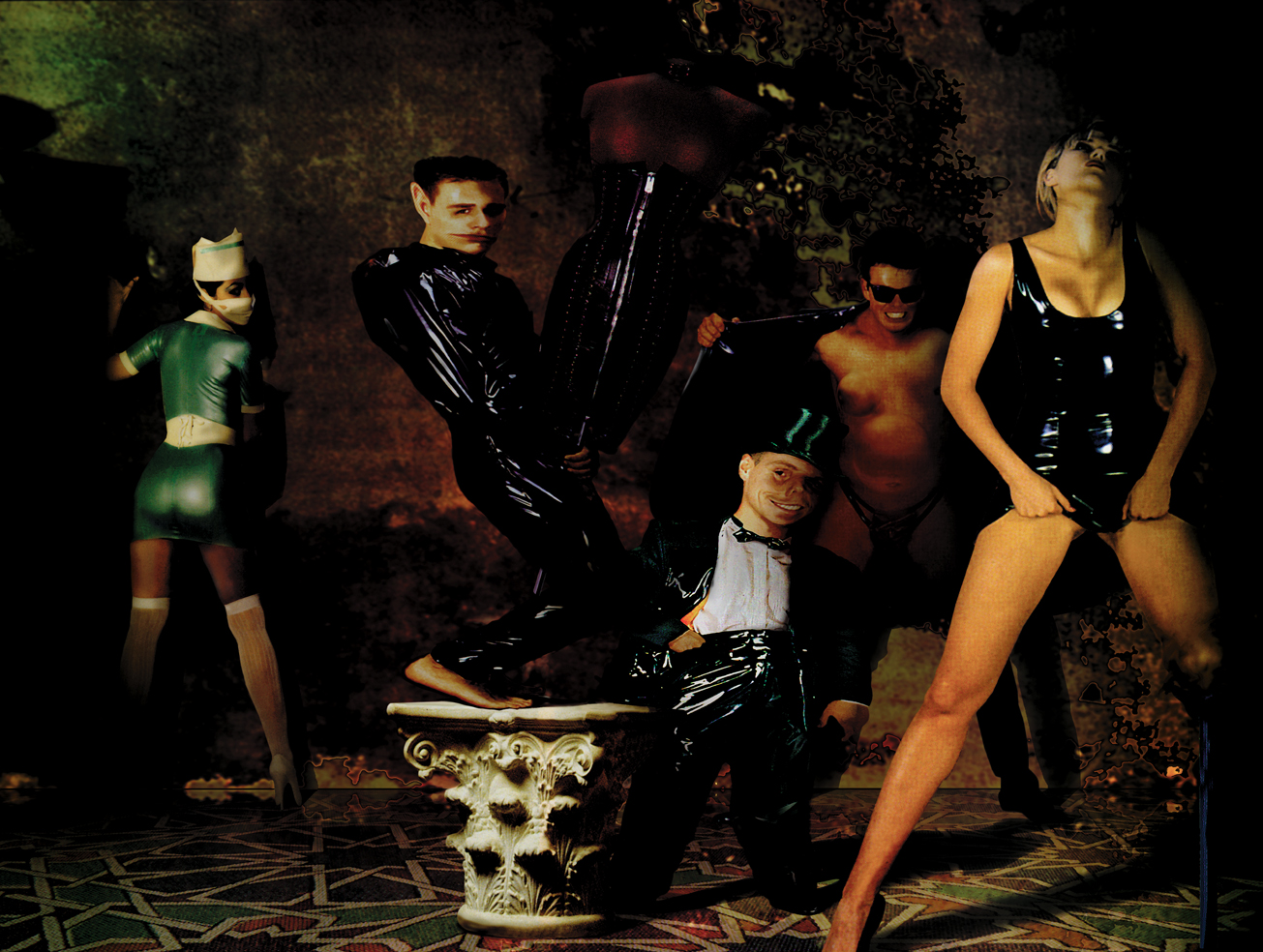
Плакат акції Бєзпрєдєл с/мазохізму (1998)

ФМ провів артекспропріацію церемонії вручення премії «Людина року», на якій діючому Президентові України вручали цю премію у номінації «Державний діяч року». До відкриття церемонії ФМ перед Палацом «Україна» роздав усім охочим запрошення на те саме число, час та місце, але тільки на свою акцію. Багато людей стало учасниками акції ФМ, намагаючись скористатись «фальшивими» запрошеннями та прорватись у Палац на «Бєзпрєдєл с/мазохізму». Поведінка «запрошених» заставили вдатись до надзвичайних дій охорону Палацу та охорону Президента.

### Бєспрєдєл гуманізму(1997)
(рос. Беспредел гуманизма)

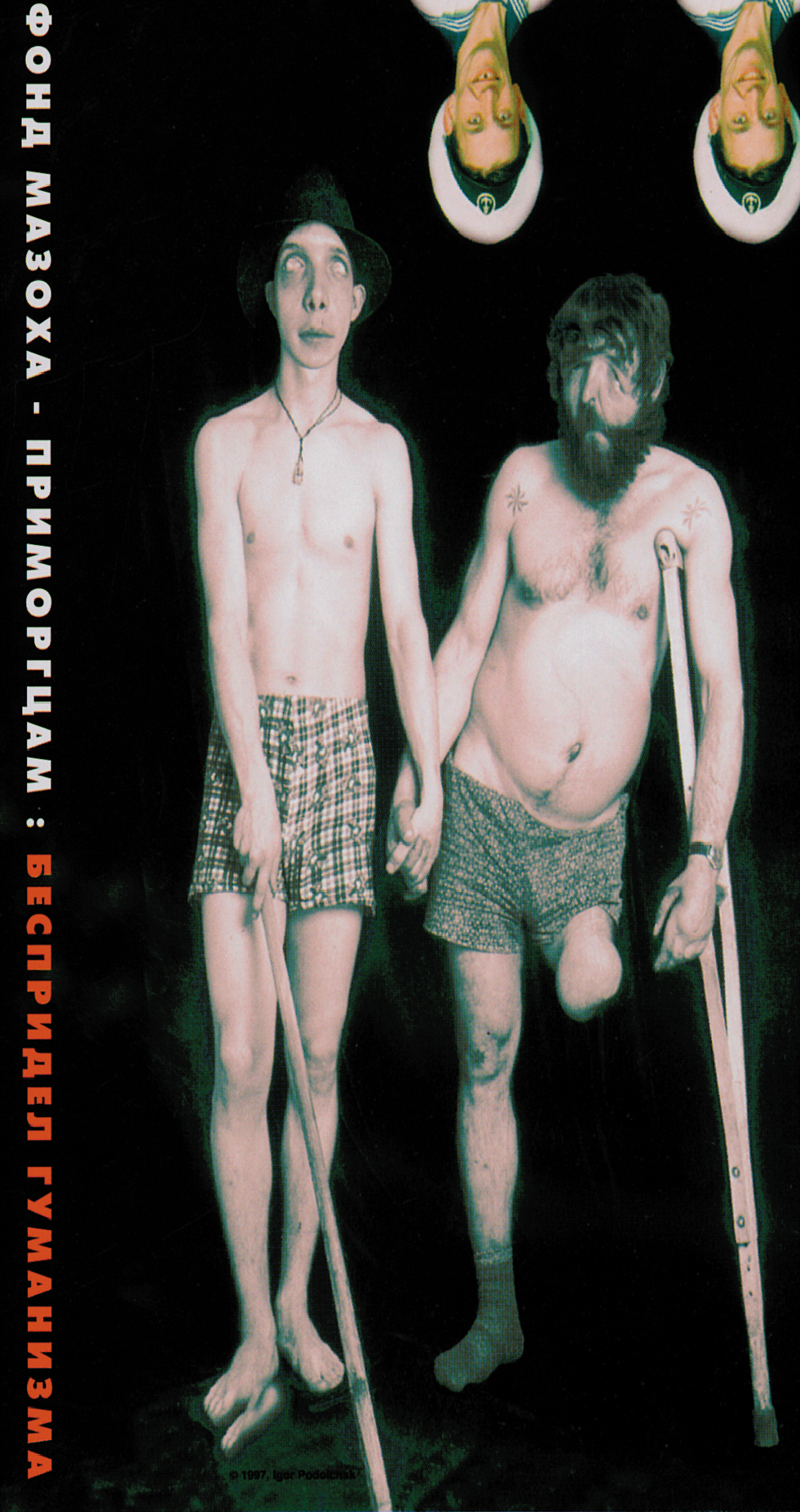
Плакат акції Бєспрєдєл гуманізму (1997)

23 листопада 1997 року, сквер Суханова, Владивосток. Соціально-психологічний експеримент.
ФМ провів благодійну лотерею. Власники виграшних білетів були вручені різні, від простих соснових до червоного дерева, гроби. Володарям гробів пропонувалося обміняти їхній приз на комплект горілки з закускою (співмірний з вартістю призу). Жоден з призерів не погодився. Цією провокаційною акцією ФМ довів, що для людини у бідному суспільстві проблема достойного поховання (на той час у Владивостоці були випадки поховань у поліетилені) є найважливішою і перед-стоїть проблемі забезпечення їжею. Ця акція трактувалась, як соціально драматичний шок,.

### Їжа для черв'яків(1994)
1994 рік, Художній музей, Одеса. Об'єкти: банка, м'ясо, опариші картина «Виніс тіла матроса Вакулинчука з броненосця „Потьомкін“».
Об'єкт брав участь у виставці «Вільна зона» (куратор Олександр Ройтбурд). Об'єкт викликав обурення дирекції музею і через 40 хвилин після відкриття виставки був знятий з експозиції. Проєкт апелював до відомого міфу про причини повстання на броненосці «Потьомкін» (матросам на обід дали червиве м'ясо) та однойменному фільму Сергія Ейзенштейна. Концепція проєкту полягала в тому, що якщо людина після смерті стає їжею для черв'яків, то в художньому просторі, в якому домінує картини з сюжетом повстання, справжніми глядачами є саме черв'яки, а не люди.

### ТерАкція(1994)
Інша назва «Свіжі газети для…».
20 червня 1994 року, Севастополь, військовий корабель «Славутич». Об'єкт: газета. ФМ виступив з заявою, яка була опублікована у фіктивному накладі сімферопольської газети. Наклад був доставлений на корабель перед відкриттям виставки. Заява була написана у стилістиці постанов ВКП(б). В заяві автори відмовляли у праві куратору виставки «Алхімічна капітуляція» Марті Кузьмі (на той час директор Центру сучасного мистецтва) у проведенні художньої виставки на бойовому кораблі та оголошували символічне знищення методом художньої теракції військового статусу корабля «Славутич». Організатори виставки та командир корабля сприйняли заяву як пряму погрозу проведення терористичного акту та оголосили на кораблі стан підвищеної бойової готовності.

### Телеграма співчуття корейському народові в зв'язку зі смертю Великого КормчогоКім Ір Сена(1994)
Поштова акція. 9 липня 1994 року Фонд Мазоха відправив у посольство Північної Кореї в Москві телеграму співчуття в зв'язку зі смертю Кім Ір Сена, лідера комуністичної партії цієї країни. Текст телеграми був написаний у стилістиці комуністичних некрологів. Ще один приклад арттроллінгу ФМ, який викликав змішану реакцію у посольстві Північної Кореї.

### Climax(1994)
1994 рік. Проєкт представили Ігор Подольчак та Ігор Дюрич Джорджеві Соросу на його зустрічі з представниками українського образотворчого мистецтва, яка проходила у Київській консерваторії та була організована Центром сучасного мистецтва. Соросу пропонувалось здійснити надбудову Джомолунгми у вигляді піраміди з льоду заввишки 40 метрів. В результаті надбудови найвище місце на планеті досягло би символічних 8 888 метрів — горизонтально чотири символи безкінечності, що на думку ФМ, відображало би гуманістичні устремління людства. Проєкт пропонувався Соросу, як людині, яка має суспільно-гуманістичні амбіції та фінансовий потенціал для реалізації цих амбіцій. Однак, Сорос, у жартівливій формі, відмовився узяти участь у проєкті. У зв'язку з відсутністю коштів, проєкт, наразі, залишається нереалізованим.